# Colletes tibeticus
Colletes tibeticus är en biart som beskrevs av Kuhlmann 2002. Colletes tibeticus ingår i släktet sidenbin, och familjen korttungebin. Inga underarter finns listade i Catalogue of Life.